# Скотт, Роберт
Ро́берт Фо́лкон Скотт (англ. Robert Falcon Scott; 6 июня 1868, Плимут — ок. 29 марта 1912, Антарктида) — капитан королевского флота Великобритании, полярный исследователь, один из первооткрывателей Южного полюса, возглавивший две экспедиции в Антарктику: «Дискавери» (1901—1904) и «Терра Нова» (1912—1913). Во время второй экспедиции Скотт вместе с ещё четырьмя участниками похода достиг Южного полюса 17 января 1912 года, но обнаружил, что их на несколько недель опередила норвежская экспедиция Руаля Амундсена. Роберт Скотт и его товарищи погибли на обратном пути от холода, голода и физического истощения.
До своего назначения руководителем «Дискавери» Скотт делал обычную карьеру морского офицера мирного времени викторианской Англии, когда возможности продвижения по службе были весьма ограничены и честолюбивые офицеры искали любую возможность отличиться. Став во главе экспедиции, Скотт получил шанс построить выдающуюся карьеру, хотя к полярным исследованиям особой страсти и не питал. Совершив этот шаг, он неразрывно связал своё имя с Антарктикой, которой неизменно оставался преданным в течение двенадцати последних лет своей жизни.
После смерти Скотт стал национальным героем Британии. Этот статус сохранялся за ним на протяжении более 50 лет и был засвидетельствован во множестве мемориалов по всей стране. В последние десятилетия XX века история экспедиции «Терра Нова» подверглась некоторой переоценке, внимание исследователей сосредоточилось на причинах катастрофического финала, оборвавшего жизнь Скотта и его товарищей. В глазах общественности из непоколебимого героя он превратился в объект многочисленных споров, в ходе которых были подняты острые вопросы о его личных качествах и компетенции. В то же время, современные исследователи оценивают фигуру Скотта в целом позитивно, подчёркивая его личное мужество и стойкость, признавая просчёты, но приписывая финал экспедиции главным образом несчастливому стечению обстоятельств, в частности, неблагоприятным погодным условиям.

## Ранние годы

### Детство

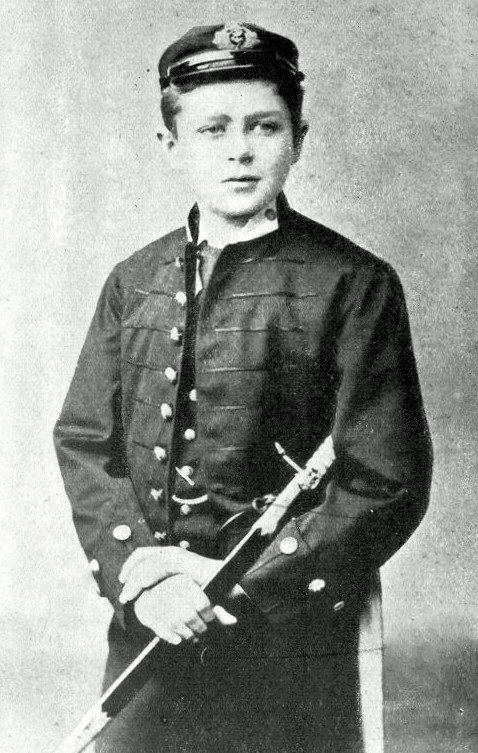
Кадет военно-морского флота Роберт Скотт, 1882 год

Роберт Фолкон Скотт родился 6 июня 1868 года. Он был третьим из шестерых детей в семье и являлся старшим сыном Джона Эдварда (англ. John Edward) и Ханны (англ. Hannah; урожд. Куминг, англ. Cuming) Скотт из Сток-Дэмэрела, предместья Девонпорт, Плимут, графства Девон.
В семье были сильны военные и морские традиции. Дед Роберта был корабельным казначеем, вышедшим в отставку в 1826 году. Он приобрёл имение Аутлендс и небольшой плимутский пивоваренный завод. Трое его сыновей служили в британской Индийской армии, четвёртый стал корабельным врачом в военно-морском флоте. И только Джон, пятый сын, из-за слабого здоровья не начал карьеру военного и остался помогать отцу. Когда Джону исполнилось 37 лет, у него родился третий ребёнок — Роберт Фолкон Скотт. Через два года на свет появился ещё один мальчик — Арчибальд, а за ним и две девочки.
Джон Скотт в то время получал доходы от плимутского пивоваренного завода, который он унаследовал от отца. Годы спустя, когда Роберт начал делать свою карьеру морского офицера, семья потерпела серьёзную финансовую неудачу, и Джон был вынужден продать завод. Однако ранние годы Роберт провёл в полном достатке.
Как отмечают некоторые исследователи, «Скотт не отличался крепким здоровьем, был ленив и неаккуратен, в играх с приятелями не упускал случая устроить весёлую проделку», однако был «вежливым, приветливым и имел лёгкий характер». В соответствии с традицией семьи, Роберту и его младшему брату Арчибальду была предопределена карьера в вооружённых силах. Роберт до девяти лет обучался дома, после чего был послан в школу для мальчиков Хэмпшира Stubbington House School. Спустя некоторое время его перевели в подготовительное учебное заведение имени Форстера, чтобы юный Кон смог подготовиться к сдаче вступительных экзаменов в военно-морское училище. Оно размещалось на борту старого парусного корабля «HMS Britannia», пришвартованного в Дартмуте. В 1881 году, сдав эти экзамены в 13 лет и став кадетом, Скотт начал свою военно-морскую карьеру.

### Начало военно-морской карьеры
В июле 1883 года Скотт покинул учебный корабль «Britannia» в звании мичмана, седьмым из 26 учащихся в общем зачёте. В октябре он был уже на пути в Южную Африку, чтобы продолжить службу на флагмане Эскадры Мыса «HMS Boadicea», первом из нескольких кораблей, на которых Скотт служил в звании мичмана. Во время службы на «HMS Rover», будучи дислоцированным на островах Сент-Китс Вест-Индии, Скотт впервые встретился с Клементом Маркэмом, тогда секретарём Королевского географического общества, занимавшимся в то время поиском потенциально талантливых молодых офицеров с целью проведения ими в будущем научно-исследовательских полярных работ. Скотт был приглашён в качестве гостя совершить плавание на флагманском корабле учебной эскадры, и утром 1 марта 1887 года, наблюдая за шлюпочной гонкой, Маркэм обратил внимание на юного 18-летнего мичмана, выигравшего гонку. Роберт Скотт по этому случаю был приглашён на обед к командиру эскадры. Позже Маркэм вспоминал, что был впечатлён сообразительностью, энтузиазмом и обаянием молодого человека.

Флагман Эскадры Мыса «HMS Boadicea»

В марте 1888 года в Королевском военно-морском колледже в городе Гринвич Скотт сдал экзамены на младшего лейтенанта, с четырьмя сертификатами первого класса из пяти. Его карьера двигалась плавно, и, после службы ещё на нескольких судах, в 1889 году Скотт получил звание лейтенанта. В 1891 году после длительного плавания в иностранных водах Скотт прошёл двухлетний минно-торпедный учебный курс на судне «HMS Vernon», что стало важным шагом в его карьере. Он получил сертификаты первого класса как по теории, так и по практике. Однако вскоре на репутации Роберта появилось небольшое тёмное пятно: летом 1893 года, управляя торпедным катером, Скотт посадил его на мель, за что получил серию мягких упрёков от командования.
Во время изучения и сравнения биографий Скотта и Руаля Амундсена полярный историк и журналист Роланд Хантфорд исследовал возможный скандал в ранней военно-морской карьере Скотта, связанный с периодом 1889—1890 годов, когда тот был лейтенантом на «HMS Amphion». Согласно Хантфорду, Скотт исчезает из военно-морских отчётов на восемь месяцев, с середины августа 1889 до 26 марта 1890 года. Хантфорд намекает на связь Скотта с замужней дочерью американского посла и последующее прикрытие этого факта высокопоставленными офицерскими чинами, чтобы сохранить честь Королевского флота. Биограф Дэвид Крэйн уменьшает недостающий период до одиннадцати недель, но также ничего более прояснить не способен. Он опровергает предположение о прикрытии Скотта высшим офицерским составом на том основании, что Скотт не имел тогда достаточного авторитета и связей, чтобы это могло произойти. Документы, которые могли бы дать объяснения, в отчётах Адмиралтейства отсутствуют.

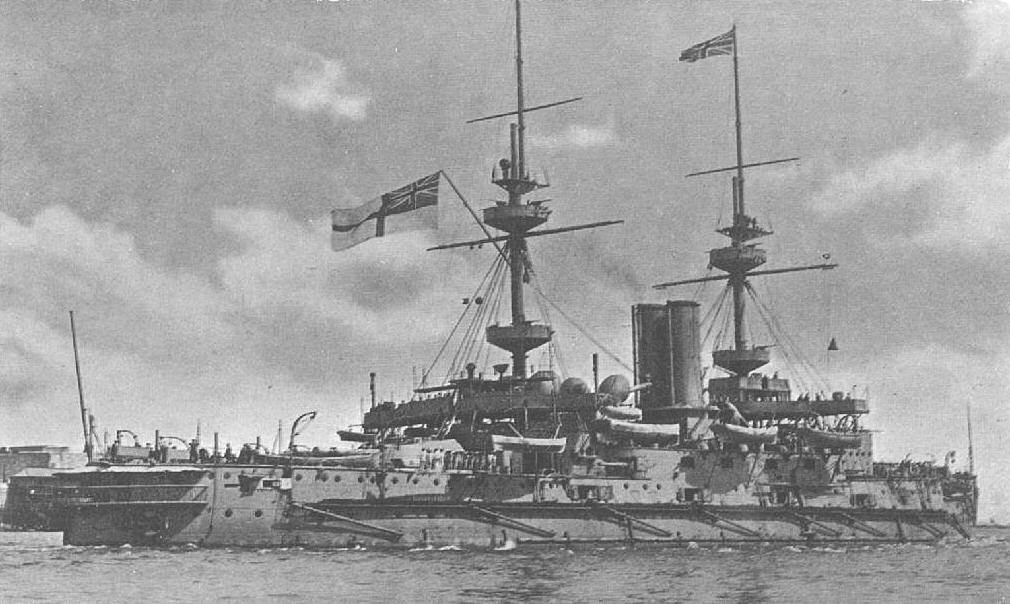
Флагман Эскадры Ла-Манша броненосец «HMS Majestic»

В 1894 году, во время службы в качестве торпедного офицера на корабле «HMS Vulcan», Скотт узнал о финансовом крахе, постигнувшем его семью. Джон Скотт, продав пивоваренный завод, неразумно вложил вырученные деньги и таким образом потерял весь свой капитал, став фактически банкротом. В возрасте 63 лет, со слабым здоровьем, он был вынужден устроиться на работу в качестве управляющего пивоварни и переехать с семьёй в Шептон Маллет, Сомерсет. Три года спустя, когда Роберт служил на флагмане эскадры Ла-Манша «HMS Majestic», Джон Скотт умер от сердечного заболевания, ввергнув в новый финансовый кризис свою семью. Ханна Скотт и две её незамужние дочери теперь полагались полностью на служебное жалование Скотта и зарплату его младшего брата Арчи, который оставил армию ради более высокооплачиваемой должности в колониальной службе. Однако осенью 1898 года от брюшного тифа скончался и сам Арчибальд, а это означало, что вся финансовая ответственность ложилась на плечи молодого офицера Роберта Скотта.
Продвижение по службе и дополнительный доход, который это принесло бы, теперь стали для Роберта вопросами первостепенной важности. Ещё в 1896 году, во время захода в испанскую бухту Виго кораблей Эскадры Ла-Манша, Скотт повстречался с Клементом Маркэмом во второй раз и узнал о том, что он вынашивает планы британской антарктической экспедиции. В начале июня 1899 года, отправляясь домой в отпуск, Роберт случайно в третий раз столкнулся на лондонской улице с Маркэмом (теперь посвящённым в рыцари и ставшим президентом Королевского географического общества) и узнал, что тот уже разыскивает руководителя для своей экспедиции, которая будет проходить под покровительством Королевского географического общества. Наметилась возможность отличиться на службе и заработать деньги, в которых Роберт так нуждался. Какой разговор состоялся в тот день между ними, остаётся неясным, но несколько дней спустя, 11 июня, Скотт появился в резиденции Маркэма и вызвался возглавить антарктическую экспедицию.

## Экспедиция «Дискавери»

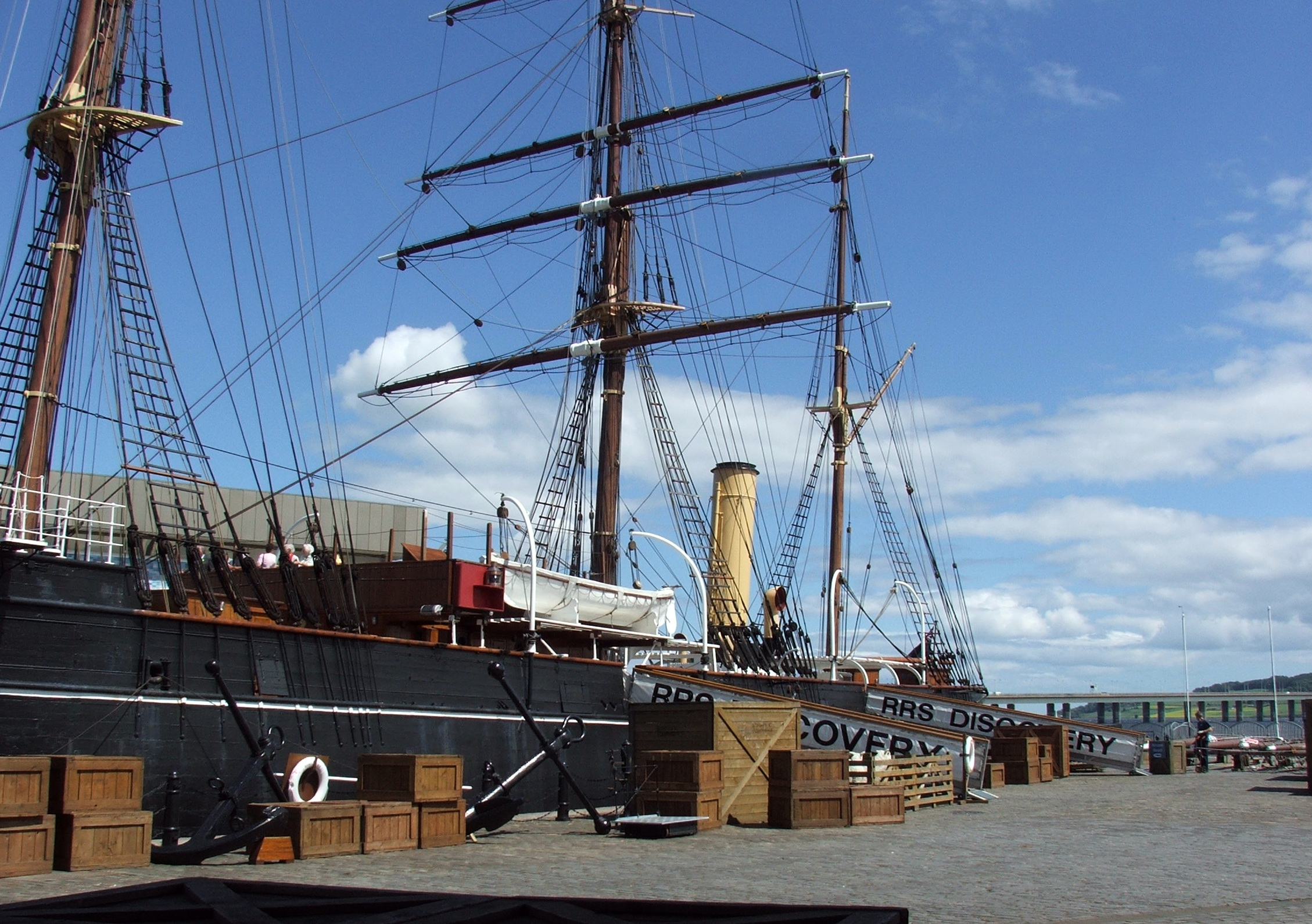
«Дискавери» в Данди, своём порту приписки, 2005 год

Британская национальная антарктическая экспедиция, которая позже стала известна под названием «Дискавери», была совместным предприятием Королевского географического общества и Лондонского королевского общества. Чтобы осуществить свою заветную мечту, Маркэму потребовались все его навыки и хитрость, что в итоге принесло свои плоды: экспедиция проходила под командованием Королевского военно-морского флота и в значимой части была укомплектована военно-морским персоналом. Возможно, что Скотт не являлся первым кандидатом на роль руководителя экспедиции, но после его избрания поддержка Маркэма оставалась неизменной. Внутри организационного комитета разыгрались ожесточённые баталии по поводу области обязанностей Скотта. Королевское общество настаивало, чтобы в качестве руководителя экспедиции был выбран учёный, в то время как Скотт, по их замыслу, должен был лишь командовать судном. Однако твёрдая позиция Маркэма в конечном итоге возобладала; Скотта повысили до звания коммандера и наделили всей полнотой власти руководителя экспедиции. В августе 1900 года, получив освобождение от исполнения обязанностей старшего помощника капитана судна «HMS Majestic», он приступил к работе в новой должности.
Как главе полярной экспедиции Скотту пришлось начинать на пустом месте, причём сам он не имел ни малейшего представления о полярных условиях. На тот момент в его распоряжении имелся лишь опыт молодого норвежского натуралиста Карстена Борхгревинка, который в 1899—1900 годах провёл зимовку в Антарктиде, и экспедиции Адриена де Жерлаша, которая была также вынуждена перезимовать в Антарктиде, когда её корабль оказался зажат льдами. Скотт и Маркэм обратились за советом к авторитетнейшему в те годы полярному исследователю — норвежцу Фритьофу Нансену, который вскоре дал англичанам много дельных советов по комплектованию экспедиции одеждой и продуктами питания. Однако Нансен не имел решительно никаких сведений об особенностях антарктических условий. Позже Фритьоф в своих воспоминаниях описывал Скотта следующим образом:

Он стоит передо мной, крепкий и мускулистый. Я вижу его умное, красивое лицо, этот серьёзный, пристальный взгляд, эти плотно сжатые губы, придававшие ему решительное выражение, что не мешало Скотту часто улыбаться. В наружности его отражался мягкий и благородный характер и в то же время серьёзность и склонность к юмору…

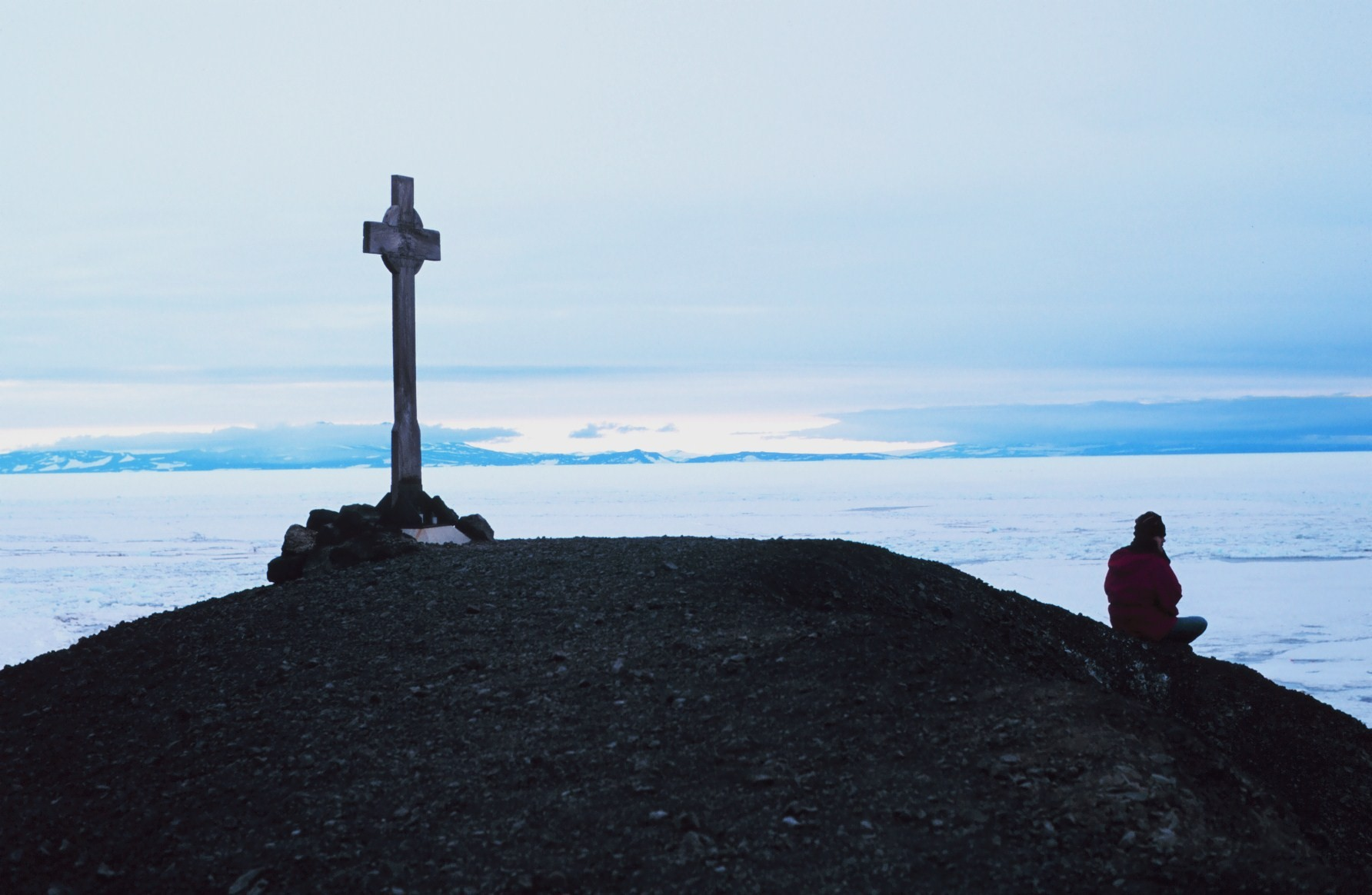
Крест, установленный в память о Джордже Винсе

Экспедиционное судно получило название «Дискавери» («Открытие») в честь корабля Дж. Кука. Это был последний в истории британского судостроения деревянный трёхмачтовый барк и первое английское судно, специально предназначенное для научных исследований. Спуск на воду прошёл 21 марта 1901 года, церемонию освящения провела леди Маркэм. Корпус был деревянным, способным выдерживать напор льдов, толщина борта достигала 66 сантиметров, толщина таранного форштевня — несколько футов, он был окован стальными листами. Винт и руль могли подниматься из воды в случае попадания в лёд.
На борт судна были взяты собаки и лыжи, однако едва ли кто-либо знал, как с ними управляться. Маркэм полагал, что опыт и профессионализм менее важны в деле морской разведки, нежели «врождённые способности», и, возможно, убеждённость Маркэма оказала влияние на Скотта. За первый год из двух, проведённых в Антарктике, такая беззаботность оказалась подвергнута суровому испытанию, поскольку экспедиция изо всех сил пыталась справиться с проблемами незнакомого ландшафта. Это стоило жизни Джорджу Винсу, который поскользнулся и упал в пропасть 4 февраля 1902 года. Позже Скотт будет вспоминать:

В то время мы были ужасающе невежественны: не знали, сколько брать с собой продовольствия и какое именно, как готовить на наших печах, как разбивать палатки и даже как одеваться. Снаряжение наше совершенно не было испытано, и в условиях всеобщего невежества особенно чувствовалось отсутствие системы во всём.
У экспедиции были большие научно-исследовательские планы. В Антарктиде она должна была совершить долгое путешествие на юг, в направлении Южного полюса. Этот поход, предпринятый Скоттом, Эрнестом Шеклтоном и Эдвардом Уилсоном, привёл их к 82°11' ю. ш., то есть на расстояние приблизительно 850 километров от полюса. Изматывающий поход и не менее тяжёлое обратное возвращение полностью истощили физические силы Шеклтона. Чуть позже Скотт отправил его домой, вместе с ещё девятью матросами, не пожелавшими продолжать экспедицию, на вспомогательном корабле, привёзшем основному судну «Дискавери» почту и дополнительное снаряжение.

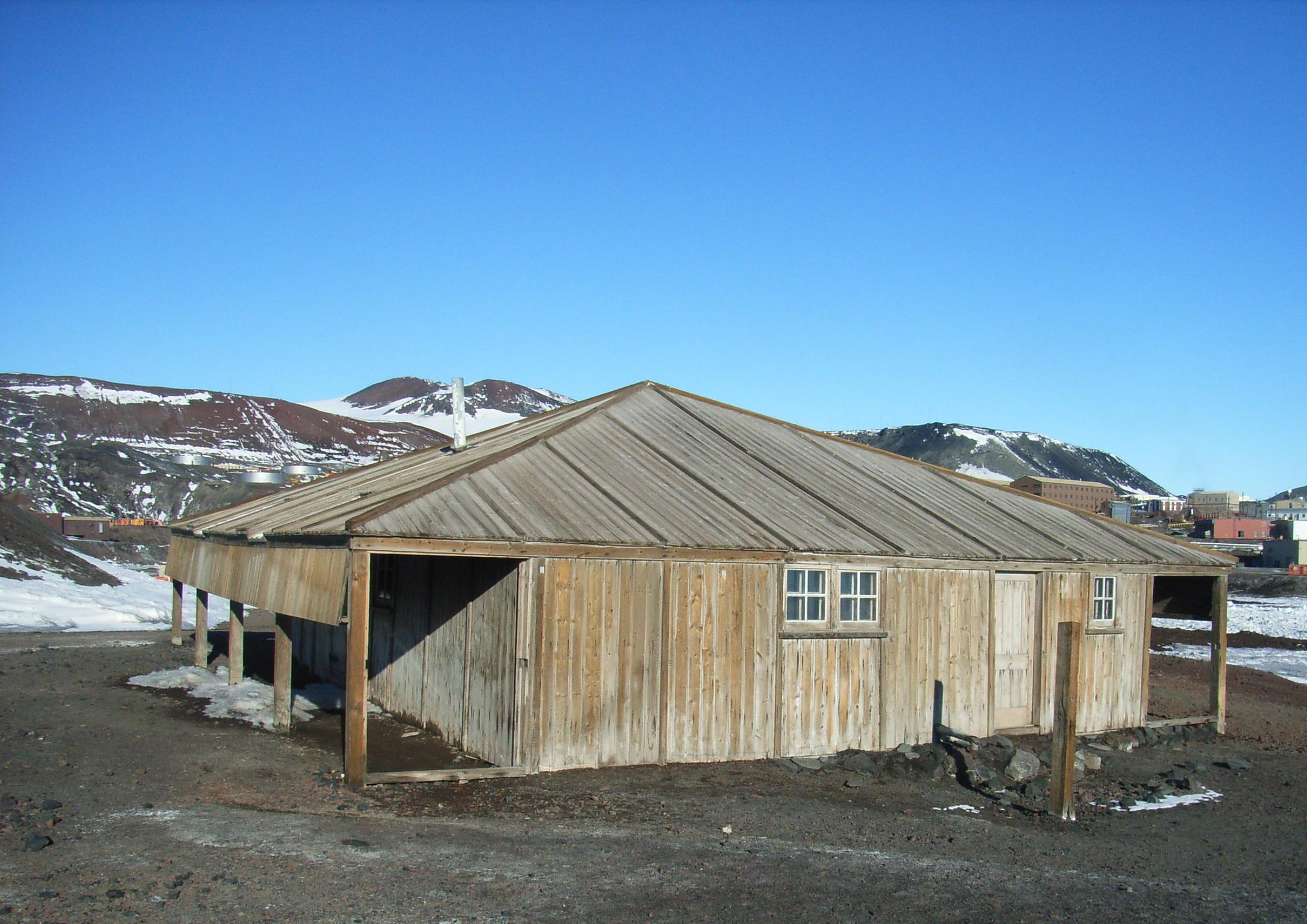
База экспедиции «Дискавери» на мысе Хат-Пойнт

На второй год члены экспедиции демонстрировали уже значительные навыки и усовершенствованную технику, что позволило совершить ещё множество походов в глубь континента. В одном из таких рейдов экспедиционеры прошли более 400 километров в западном направлении и изучили Полярное плато. Это был один из самых длительных походов всей экспедиции. Скотт вспоминает: 

Должен признаться, что немного горжусь этим путешествием. Мы встретились с огромными трудностями, и год назад мы, безусловно, не сумели бы преодолеть их, но теперь, став ветеранами, мы добились успеха. И если принять во внимание все обстоятельства дела, чрезвычайную суровость климата и другие трудности, то нельзя не сделать вывод: мы практически достигли максимума возможного.
Настаивание Скотта на соблюдении правил Королевского флота накалило отношения с контингентом торгового флота, многие из которого отбыли домой с первым вспомогательным судном в марте 1903 года. Заместителю командующего Альберту Эрмитеджу, торговому чиновнику, было предложено отправиться домой вместе с ними по состоянию здоровья, но тот интерпретировал предложение как личное оскорбление и отказался. Эрмитедж также считал, что решение отослать Шеклтона явилось результатом враждебности Скотта, а не физического истощения первого. Хотя между Скоттом и Шеклтоном отношения значительно обострились, когда их полярные стремления непосредственно пересеклись, на публике они всегда продолжали оказывать друг другу взаимные любезности. Скотт участвовал в официальных приёмах, которые были посвящены возвращению Шеклтона в 1909 году после экспедиции «Нимрода», оба обменивались вежливыми письмами о своих антарктических планах в 1909—1910 годах.
Впоследствии, фактически до самого конца жизни Скотт не пришёл к убеждению, что использование ездовых собак и лыж определяет успех антарктических походов в глубь материка. По его мнению, собаки не могли конкурировать с традиционным перемещением грузов с использованием мускульной силы человека.
Научные результаты экспедиции включали важные биологические, зоологические и геологические сведения. Однако некоторые метеорологические и магнитные показания позднее подверглись критике как дилетантские и неточные. В целом достижения экспедиции Скотта сложно переоценить: была открыта часть антарктической суши — полуостров Эдуарда VII, изучена природа барьера Росса, проведено первое в мире рекогносцировочное исследование прибрежной горной цепи, входящей в состав Трансантарктических гор.
По завершении экспедиции потребовалась помощь двух вспомогательных кораблей, барка «Морнинг» и китобойного судна «Терра Нова», а также некоторое количество взрывчатых веществ, чтобы освободить «Дискавери» от сковавшего его льда.
5 марта 1904 года «Дискавери» пересёк Южный полярный круг в обратном направлении и 1 апреля вошёл в гавань Литтелтона. 8 июня он двинулся на родину через Тихий океан и Фолклендские острова. 10 сентября 1904 года экспедиция вернулась в Портсмут.

## Между экспедициями

### Народный герой
Городские власти Лондона не оказали гостеприимства людям, достойно поддержавшим репутацию английских моряков как смелых исследователей. Вместо банкета в ратуше — завтрак на складе.

Команда «Дискавери» состоит из военных моряков, и флот гордится ими, однако и первый лорд, и все остальные лорды Адмиралтейства блистали отсутствием. Официальное объяснение гласило, что они очень сожалеют, но должны присутствовать на более важных мероприятиях — каких именно, не указывалось.

Лорд-мэр прислал шерифа, который сказал несколько слов.
Ещё в Новой Зеландии экспедиционерам оказали восторженный приём: с них не брали денег за посещение клубов, проезд по железной дороге и проживание в гостиницах. Скотт направил в Лондон телеграмму, извещающую о благополучном возвращении. В ответ король направил Скотту сразу два поздравления, а Королевское географическое общество наградило его Королевской медалью, которая была вручена матери исследователя.
По прибытии 10 сентября 1904 года экспедиционного судна в Портсмут Скотт получил звание капитана (кэптена). На банкете, организованном городскими властями, он подчеркнул заслуги всех своих подчинённых и добавил: «Мы сделали много открытий, но по сравнению с тем, что осталось сделать, это не более чем царапина на льду».
Однако, когда «Дискавери» 15 сентября прибыл в Лондон в Ост-Индские доки, команде был оказан весьма скромный приём: приветственный банкет состоялся только на следующий день в складском помещении, где не присутствовал ни один из лордов Адмиралтейства, хотя подавляющее большинство экспедиционеров были военно-морскими служащими. Лорд-мэр прислал вместо себя шерифа. Банкет возглавлял сэр Клемент Маркэм. Газета «Дэйли экспресс» опубликовала полный негодования отклик на подобный приём.
Между тем все тяготы экспедиции поразили воображение публики, и Скотт стал народным героем. Он был награждён Золотыми медалями географических обществ Англии, Шотландии, Филадельфии, Дании, Швеции, Соединённых Штатов Америки, удостоился Полярной медали с пряжкой «Антарктика 1902—1904». Скотт был приглашён в замок Балморал и возведён королём Эдуардом VII в командоры Королевского Викторианского ордена, кавалером которого он был ещё с 1901 года. Императорское Русское географическое общество избрало Скотта своим почётным членом, а в начале 1905 года он был избран почётным доктором наук Кембриджского университета. Все без исключения научные работники экспедиции получили Антарктическую медаль, отлитую по личному приказу короля Эдуарда VII.
Следующие несколько лет Скотт был постоянно занят присутствием на всевозможных приёмах, чтением лекций и написанием экспедиционных отчётов о путешествии «Дискавери». Он посетил Эдинбург, Глазго, Данди, Гуль, Истборн, и люди, встречавшие его на железнодорожных вокзалах, удивлённо замечали, что Роберт Фолкон всегда выходил из вагона третьего класса. Помимо врождённой скромности, Скотта всю его жизнь преследовала финансовая бедность. В январе 1906 года, закончив книгу «Путешествие на „Дискавери“», он возобновил свою военно-морскую карьеру, сначала в качестве помощника командующего военно-морской разведкой при Адмиралтействе, а в августе — уже как флаг-капитан адмиралтейского линейного корабля сэра Джорджа Эджертона «HMS Victorious». Теперь Скотт входил в самые высокие социальные круги: телеграмма Маркэму в феврале 1907 года упоминает о встрече с королевой и наследным принцем Португалии, а более позднее письмо домой сообщает о завтраке с Главнокомандующим Флота и принцем Генрихом Прусским.

### Диспут c Шеклтоном

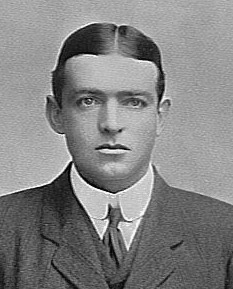
Эрнест Шеклтон, ок. 1911 года

В начале 1906 года Скотт приступил к переговорам с Королевским географическим обществом о возможном финансировании своих будущих антарктических экспедиций. В связи с этим, новость о том, что Эрнест Шеклтон объявил через печать о своих планах отправиться на старую базу «Дискавери» и оттуда в составе своей экспедиции двинуться к Южному полюсу, крайне возмутила Роберта и, в особенности, сэра Маркэма. В первом из серии писем Скотт утверждал, что вся область вокруг Мак-Мердо является его собственным «полем деятельности» и что Шеклтону следует работать в другом месте. В том же году Скотта решительно поддержал бывший зоолог «Дискавери» Эдвард Уилсон, который утверждал, что права Скотта распространяются на весь сектор моря Росса. Шеклтон уступать отказался, но позже, чтобы выйти из создавшейся тупиковой ситуации, согласился и в письме к Скотту от 17 мая 1907 года обещал работать к востоку от 170 меридиана. Соглашение было подтверждено письменно при личной встрече Скотта и Шеклтона в Лондоне, но его наличие никогда не афишировалось. Однако это было обещание, которого Шеклтон сдержать не смог: все альтернативные места для разбивки лагеря оказались неподходящими. Он основал свою базу на мысе Ройдс в проливе Мак-Мердо в 25 км от базы «Дискавери». Такое нарушение соглашения вызвало серьёзные изменения в отношениях между Скоттом и Шеклтоном.
Биограф и историк Б. Риффенбург полагает, что «с этической точки зрения Скотт не должен был требовать подобного обещания», и в качестве контраргумента к непримиримости Скотта приводит отношение Фритьофа Нансена ко всем, кто обращался к нему за консультацией. Независимо от того, были ли они для него конкурентами, Нансен снабжал всех безвозмездно ценными сведениями и советами.

### Женитьба

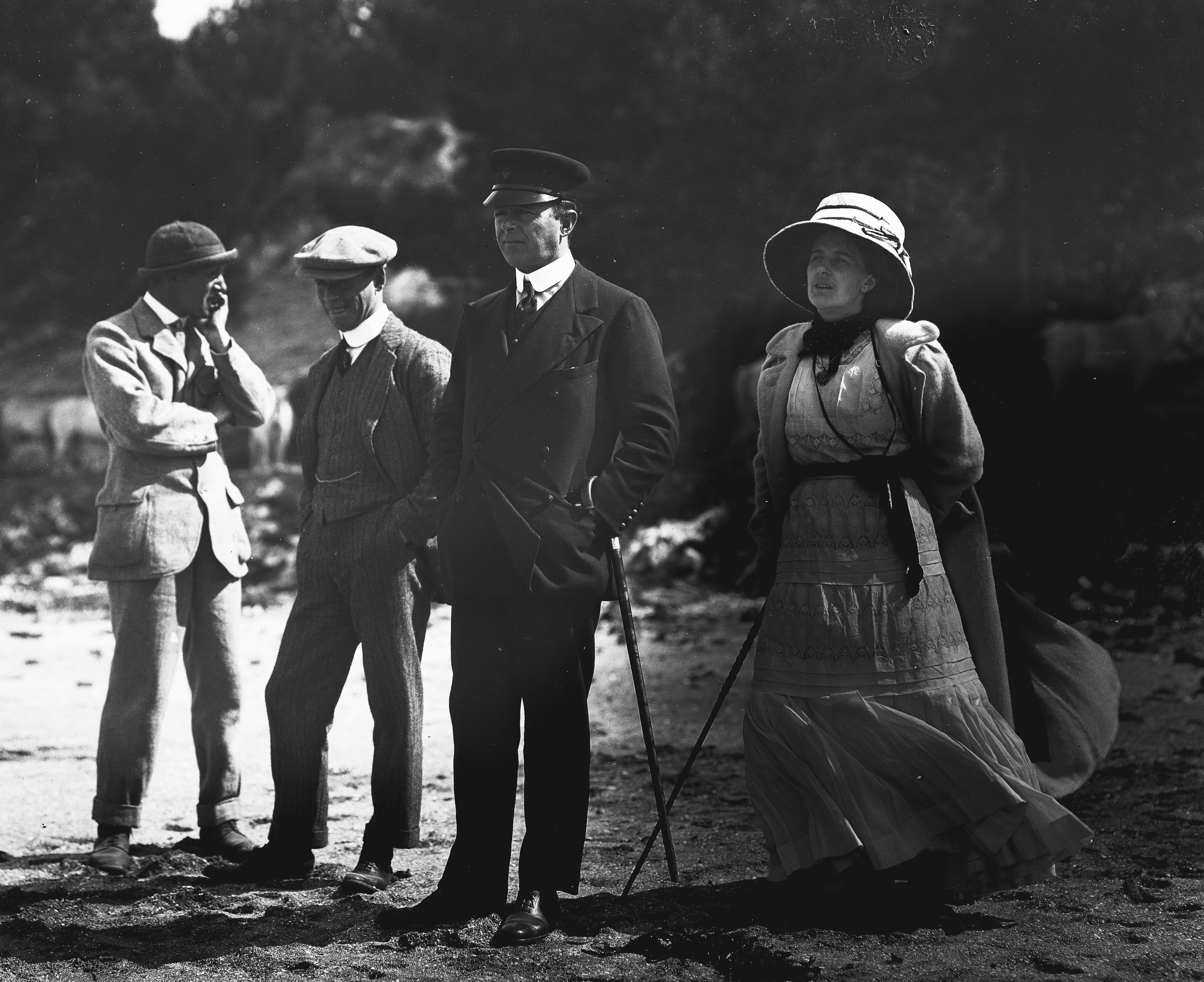
Роберт и Кэтлин Скотт в Новой Зеландии, 1910 год

Экспедиция «Дискавери» принесла Скотту большую славу. Он стал членом высшего общества эпохи короля Эдуарда VII, и на неофициальном утреннем приёме в 1907 году произошла его первая встреча с Кэтлин Брюс, светской дамой с космополитическими взглядами. Кэтлин была также скульптором, она прошла обучение у Огюста Родена. Среди её близких знакомых были Айседора Дункан, Пикассо и Алистер Кроули. О том дне Кэтлин будет позже вспоминать: «Он был не очень молод, вероятно, лет сорока, и не очень красив. Но выглядел он полным сил и энергии, и я зарделась, как дурочка, когда заметила, что он спросил обо мне своего соседа». Первая встреча Кэтлин со Скоттом была весьма краткой, но когда они встретились во второй раз в том же году, взаимное притяжение было очевидно. Последовали бурные ухаживания; Скотт не был единственным поклонником Кэтлин — его главным соперником являлся писатель Гилберт Кеннан. Продолжительные отсутствия Роберта в море также не способствовали завоеванию сердца Кэтлин. Дважды она хотела разорвать отношения, но Скотт лишь отвечал: «Не спеши, девочка». 2 сентября 1908 года настойчивость и терпение Роберта были вознаграждены. Свадьба состоялась в королевской часовне дворца Хэмптон-корт. Их единственный ребёнок, Питер Маркэм Скотт, родился 14 сентября 1909 года и получил имя в честь Питера Пена, главного персонажа одноимённой сказки Джеймса Мэтью Барри, близкого друга Скотта, а среднее имя — в честь сэра Клемента Маркэма.
К тому времени Скотт объявил о своих планах касательно второй антарктической экспедиции. Шеклтон вернулся, так и не достигнув полюса. Это дало толчок Скотту к продолжению своей работы. 24 марта 1909 года он был назначен помощником по морским вопросам Второго лорда Адмиралтейства и получил возможность перебраться в Лондон. В декабре Скотт был освобождён от должности с сохранением половинного жалования, чтобы он имел возможность собрать команду Британской антарктической экспедиции 1910 года. В дальнейшем экспедиция получила название «Терра Нова», в честь одноимённого экспедиционного судна, что в переводе с латинского означает «Новая земля».

## Экспедиция «Терра Нова»

### Подготовка
Королевским географическим обществом была выражена надежда, что планируемая экспедиция будет «научной в первую очередь, с разведкой и достижением полюса — во вторую», но, в отличие от экспедиции «Дискавери», ни Географическое, ни Королевское общество не отвечали на этот раз за её организацию. В своём обращении к общественности Скотт заявил, что главной его целью будет «достичь Южного полюса, а также обеспечить для Британской империи честь этого достижения».
Финансирование происходило по большей части из частных фондов и пожертвований. Собрав необходимую сумму для первого сезона, Скотт решил начать экспедицию, перепоручив все обязанности по дальнейшему сбору средств Клементу Маркэму. Однако уже во время зимовки Скотт был вынужден просить экспедиционеров отказаться от жалования за второй год. Сам же он передал фонду экспедиции как собственное жалованье, так и любые виды вознаграждения, которые будут ему причитаться. Сбор средств в Британии проходил крайне медленно, несмотря на все усилия бывшего президента географического общества и супруги Скотта. Воззвание к общественности поручили составить сэру Артуру Конан Дойлю, но к декабрю 1911 года было собрано не более 5000 фунтов, тогда как министр финансов Ллойд Джордж категорически отказал в дополнительной субсидии.
В качестве транспорта для экспедиции были выбраны лошади, мотосани и собаки. Скотт мало что знал об особенностях работы с лошадьми, но раз они, по-видимому, хорошо служили Шеклтону, он полагал, что тоже должен их использовать. Когда эксперт по собакам Сесил Мирз отправлялся в Сибирь для их выбора и покупки, Скотт приказал купить там и маньчжурских лошадей. Мирз не имел достаточно опыта в этом деле, в связи с чем были приобретены в основном животные низкого качества, плохо подходившие для длительной работы в антарктических условиях. В это время Скотт испытывал мотосани во Франции и Норвегии. Он также принял в штат Бернарда Дэя, эксперта по двигателям, участвовавшего в экспедиции Шеклтона.

### Первый сезон

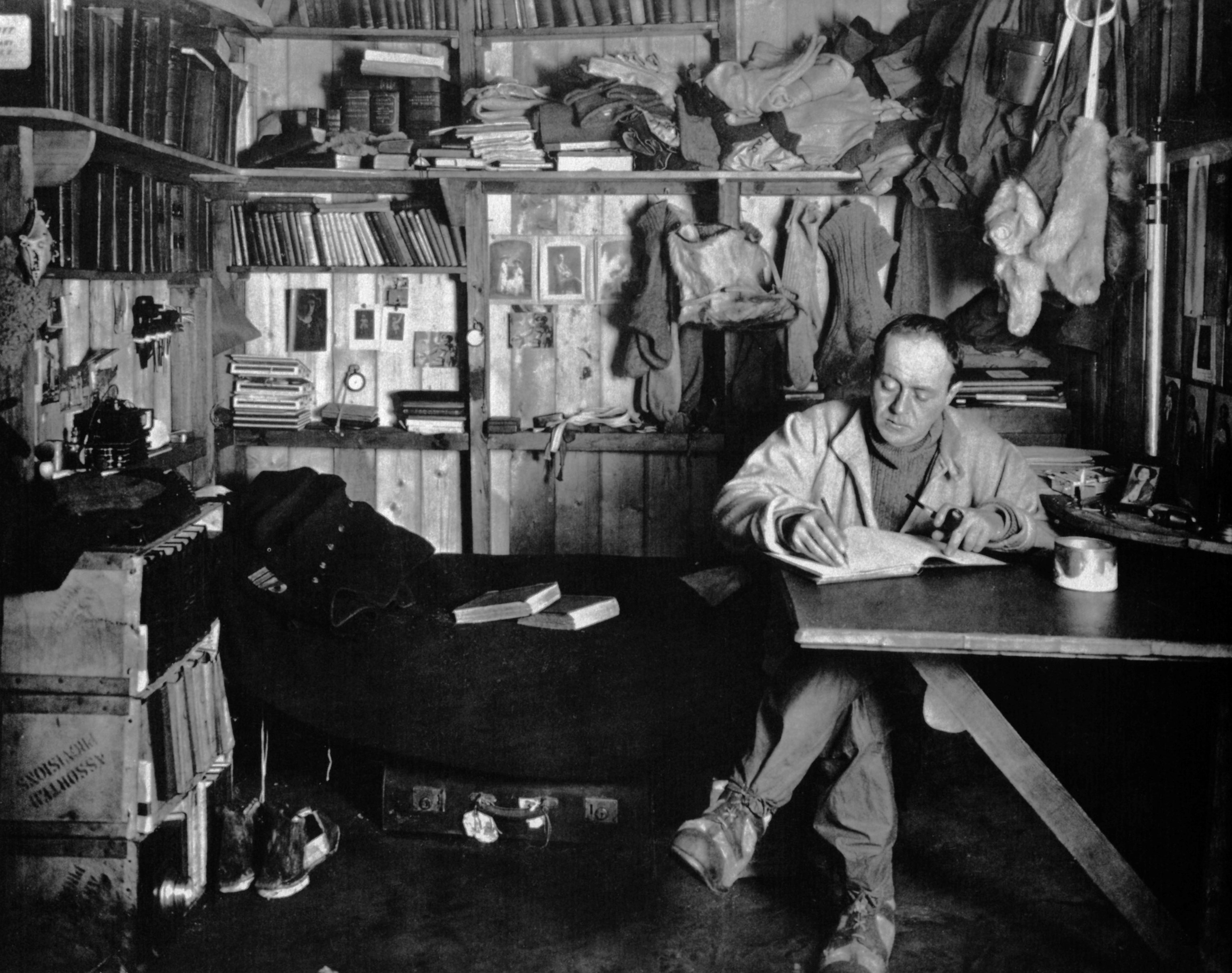
Скотт ведёт дневник. Мыс Эванс, зима 1911 года

26 ноября 1910 года судно «Терра Нова» отплыло от берегов Новой Зеландии. Ещё в самом начале экспедиция потерпела ряд неудач, которые помешали полноценной работе в первом сезоне и подготовке к основному полярному походу. На пути из Новой Зеландии до Антарктики судно «Терра Нова» попало в сильнейший шторм; для его спасения было принято решение выбросить за борт десять мешков с углём, разорвавших найтовы. Когда засорились насосы и уровень воды стал резко подниматься, офицеры и матросы на протяжении всей ночи вычерпывали воду вёдрами, передавая их по цепочке. К утру оказалось, что две лошади издохли, одну собаку смыло за борт, 65 галлонов бензина и ящик спирта были потеряны. Вскоре судно попало в ледяную ловушку на целых 20 дней, что означало прибытие ближе к концу сезона, сокращение времени на подготовку к зимовке и дополнительный расход ценного угля. Одни мотосани при выгрузке с судна провалились под лёд и были потеряны. Отправившись к старой базе экспедиции «Дискавери», Скотт обнаружил хижину доверху забитой снегом, твёрдым как лёд: Шеклтон, покидая её, не счёл нужным как следует закрепить окно. На следующий день судно «Терра Нова», разворачиваясь, наскочило на подводную скалу, однако спустя несколько часов его всё же удалось снять с мели.
Плохие погодные условия и тяжёлое состояние лошадей, которые никак не могли привыкнуть к антарктическому климату, вынудили заложить склад «Одна тонна» в 35 милях от запланированного места на 80°. Лоуренс Отс, отвечающий за лошадей, посоветовал Скотту убить их для увеличения запаса конины и продвинуть склад ближе к 80°; Скотт отверг совет Отса, решив сохранить лошадей, на что тот ответил: «Сэр, я боюсь, что Вы пожалеете, не прислушавшись к моему совету». Шесть лошадей издохли во время этого похода. На обратном пути собачья упряжка, на которой ехали Скотт и Сесил Мирз, провалилась в трещину: собаки повисли на упряжи, а сани с людьми каким-то чудом не последовали за ними. Собаки вскоре были спасены, за последними двумя Роберт спустился на верёвке. А по возвращении в лагерь экспедиционеров ждало ошеломляющее известие: в Китовой бухте, всего в 200 милях к востоку, расположился Амундсен со своей группой и большим числом собак.
Скотт отказался от изменения своих планов и записал в дневнике:

Наиболее правильным и разумным для нас будет вести себя так, как будто ничего не произошло. Идти вперёд и постараться сделать всё, что в наших силах, ради чести родины — без страха или паники.
 Признавая, что норвежская база была ближе к полюсу и что Амундсен имеет значительный опыт передвижения на собачьих упряжках, Скотт полагал, что имеет преимущество, поскольку ему предстоит путешествие по знакомому маршруту, который был ранее уже исследован Шеклтоном.

### Поход к Южному полюсу

Пути конкурирующих экспедиций в Антарктиде: маршруты Скотта (зелёный) и Амундсена (красный)

Экспедиция «Терра Нова» состояла из двух партий: Северной и Южной. В задачи Северной партии входили исключительно научные изыскания, тогда как Южной — покорение полюса.
Поход на юг начался 1 ноября 1911 года, когда для закладки продовольственных складов были направлены три группы, использовавшие в качестве средств транспортировки мотосани, лошадей и собак и передвигавшиеся с разной скоростью. Впоследствии две вспомогательные группы должны были повернуть обратно, а основная — совершить бросок к полюсу.
Однако отчасти из-за просчётов при планировании экспедиции, отчасти из-за стечения обстоятельств мотосани вскоре вышли из строя, а немногочисленных оставшихся в живых лошадей пришлось застрелить при организации одного из лагерей, получившего тогда название «лагерь „Бойня“». Тяжёлые сани через расселины в ледяных глетчерах людям пришлось тащить на себе.
3 января Скотт принял решение относительно того, кто непосредственно пойдёт к полюсу (Скотт, Эдвард Уилсон, Лоуренс Отс, Эдгар Эванс) и расстался с остальными, однако взял в поход к полюсу пятого члена экспедиции — лейтенанта Генри Бауэрса, хотя количество продовольствия рассчитывалось на группу из четырёх человек. Эдвард Эванс, возглавивший вспомогательный отряд на обратном пути, вспоминал позже о том дне:

Мы часто оглядывались, пока капитан Скотт и его четверо спутников не превратились в чёрную точку на горизонте. Тогда мы и думать не могли, что окажемся последними, кто видел их живыми, что наше троекратное «Ура!» на этом мрачном пустынном плато будет последним приветствием, которое они услышат.
4 января группа Скотта достигла 88-й параллели, но следов норвежцев по-прежнему видно не было. 10 января под 88°29' был заложен склад «Полтора градуса», а 15 января, пройдя более 47 миль, был обустроен «Последний склад». До полюса оставалось 27 миль.
16 января, пройдя чуть более семи миль, Бауэрс первым заметил на горизонте точку, которая позже оказалась чёрным флагом, привязанным на полозе от саней. Поблизости были остатки лагеря, множество собачьих следов. Скотт записал в дневнике: «Тут мы поняли всё. Норвежцы опередили нас и первыми достигли полюса».
17 января Скотт и его спутники достигли цели, где обнаружили палатку Амундсена и табличку, на которой была указана дата покорения полюса — более чем за месяц до того дня. В палатке находилась записка, адресованная Амундсеном Скотту, с просьбой передать весть о покорении полюса королю Норвегии на тот случай, если норвежцы погибнут на обратном пути. Группа Скотта сделала несколько снимков и зарисовок, воздвигла гурий и установила английский флаг. Скотт записал в дневнике: 

Великий Бог! Это страшное место, а нам и без того ужасно сознавать, что труды наши не увенчались завоеванием первенства. Конечно, прийти сюда тоже что-нибудь да значит, а ветер завтра может стать нашим другом! Теперь — рывок домой и отчаянная борьба за право доставить весть первыми. Не знаю, выдержим ли мы?

### Окончание похода и смерть

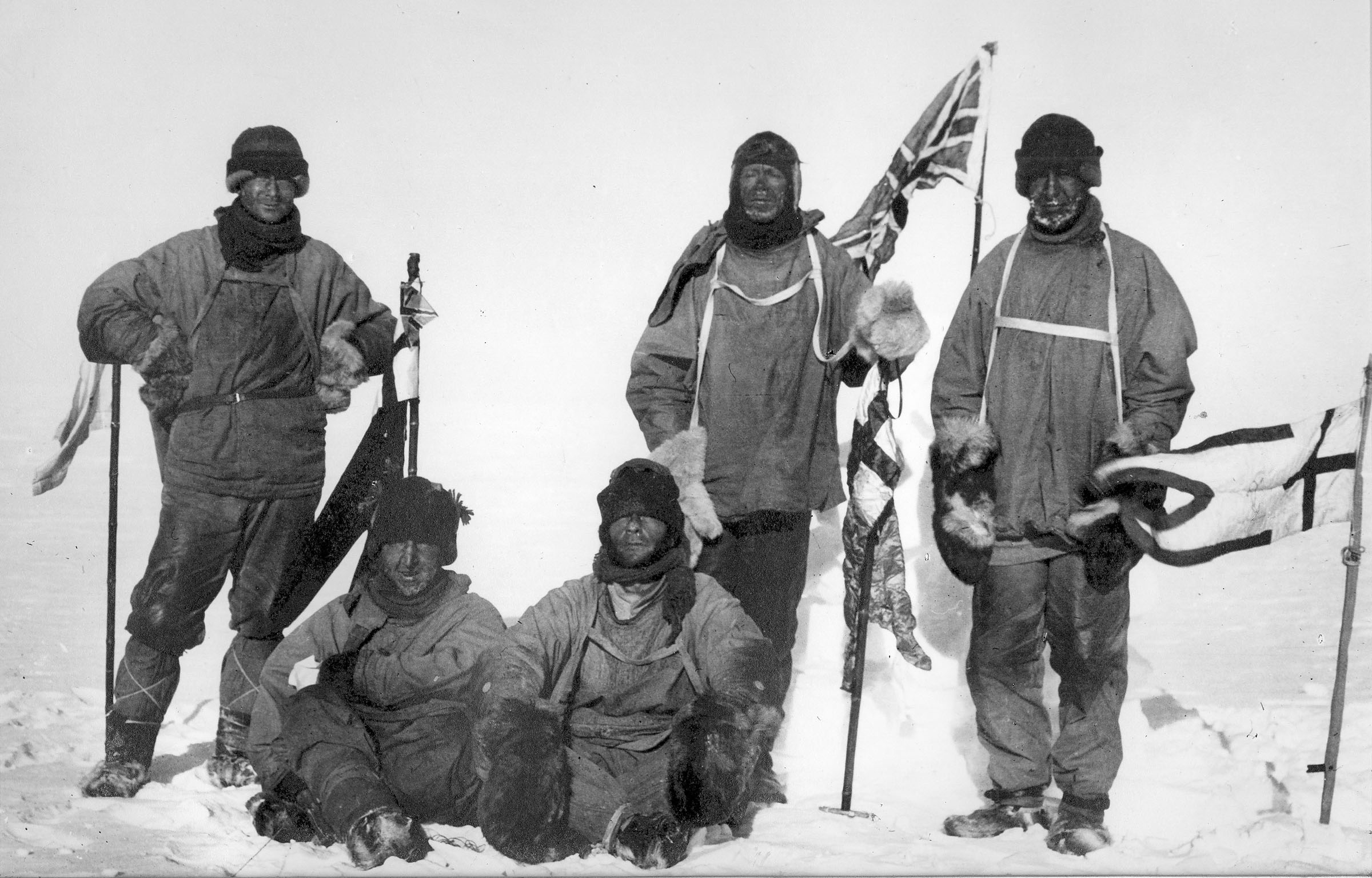
18 января 1912 года. Последняя фотография экспедиции Скотта. Слева направо: Эдвард Уилсон, Генри Бауэрс, Эдгар Эванс, Роберт Скотт, Лоуренс Отс

18 января члены экспедиции пустились в обратный путь. Скотт писал: «Итак, мы повернулись спиной к желанной цели, встали лицом к 800 милям тяжёлого пути — и прощайте, наши мечты!» К 31 января группа достигла склада «Три градуса», забрав продовольствие и увеличив дневной рацион. 2 февраля Скотт поскользнулся и повредил плечо, ещё ранее Уилсон растянул связки, а у Эванса были повреждены руки и обморожен нос. 4 февраля Скотт и Эванс провалились в трещину — первый отделался царапинами, а Эванс сильно ударился головой, и значительно позже Уилсон придёт к выводу, что во время падения был повреждён мозг. Однако Эванс продолжал идти и старался не отставать, хотя Скотт отмечал, что «Эванс как-то тупеет и становится ни к чему не способен». День 17 февраля стал для него последним. В очередной раз он отстал от группы, а когда его товарищи вернулись и подняли того на ноги — Эванс сумел пройти всего несколько шагов, после чего вновь упал. Вскоре он потерял сознание, а когда его донесли до палатки — началась агония. Чуть позже после полуночи старшина Эдгар Эванс скончался. На то время оставшиеся члены похода уже жестоко страдали от холода, голода, обморожений, снежной слепоты и физического изнеможения.
9 марта, достигнув склада «Гора Хупер», Скотт нашёл подтверждения худшим опасениям: «Собачьи упряжки, которые могли спасти нас, видимо, не были здесь», — записал он в дневнике. 11 марта Скотт приказал Уилсону выдать из походной аптечки каждому по тридцать таблеток опиума на крайний случай, тогда как Уилсон оставил себе лишь одну ампулу морфия. 15 марта Лоуренс Отс, который больше не мог идти из-за сильнейшего обморожения ног, попросил оставить его на леднике, чтобы дать шанс спастись товарищам. Но сделать это никто не мог, а потому утром следующего дня, накануне своего дня рождения, Отс сказал спутникам, выползая из палатки босиком: «Я только выйду на воздух и вернусь не сразу». Члены экспедиции понимали, что означают эти слова, и пытались отговорить товарища, однако в то же время осознавали, что Отс поступает как «благородный человек и английский джентльмен». Тело Лоуренса Отса так никогда и не было найдено.
21 марта Скотт с оставшимися членами экспедиции был вынужден остановиться в 11 милях от лагеря «Одна тонна». Дальнейшее продвижение стало невозможным из-за сильного бурана. 23 марта они оставались всё на том же месте. К 29 марта положение не изменилось, и Скотт сделал свою последнюю запись в дневнике:

Каждый день мы собирались отправиться к складу, до которого осталось 11 миль, но за палаткой не унимается метель. Не думаю, чтоб мы могли теперь надеяться на лучшее. Будем терпеть до конца, но мы слабеем, и смерть, конечно, близка. Жаль, но не думаю, что смогу писать ещё.

Ради Бога, не оставьте наших близких!
Роберт Фолкон Скотт погиб 29 либо 30 марта. Судя по тому, что он лежал в незастёгнутом спальном мешке и забрал себе дневники обоих товарищей, он последним расстался с жизнью. 12 ноября 1912 года поисковой группой «Терра Новы» были найдены тела Скотта и его товарищей, дневники экспедиции и прощальные письма. Их последний лагерь стал им могилой, а опущенная палатка — погребальным саваном. Над местом их гибели была возведена высокая пирамида из снега, её вершину увенчало подобие креста, сделанное из лыж.
Десятилетия штормов и снежных буранов заключили в ледяной панцирь пирамиду, стоящую на шельфовом леднике Росса, который неуклонно движется к одноимённому морю. В 2001 году исследователь Чарльз Бентли высказал мнение, что палатка с телами погребена приблизительно под 23 метрами льда и находится приблизительно в 48 километрах от того места, где расстались с жизнью последние члены похода Скотта к Южному Полюсу. По мнению Бентли, приблизительно через 275 лет этот ледник достигнет моря Росса и, возможно, превратившись в айсберг, покинет Антарктиду навсегда.

## Прославление и память

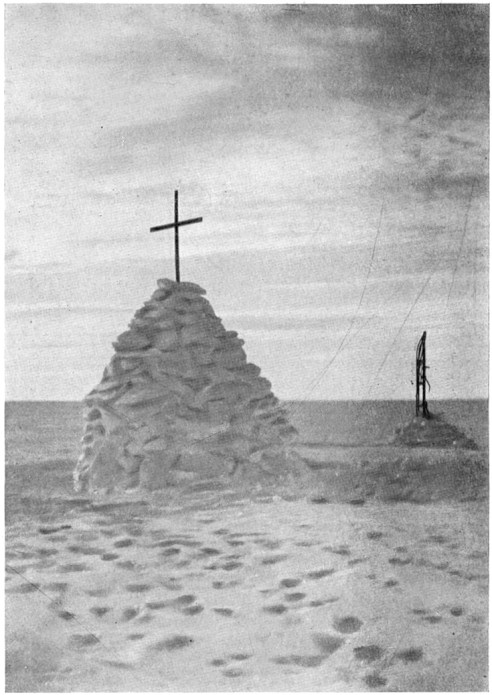
Могила Скотта, Уилсона и Бауэрса, 1912 год

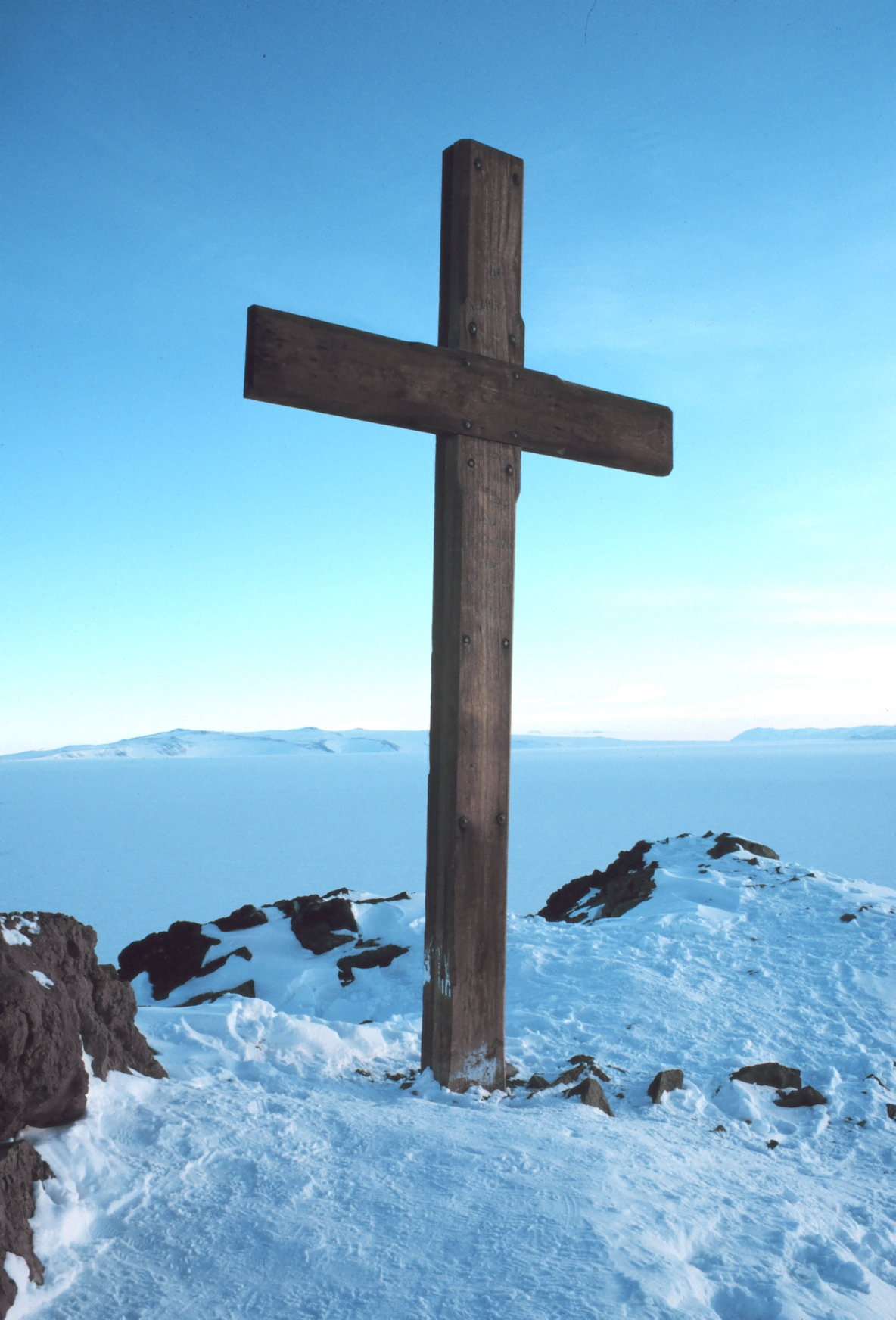
Крест на холме Обсервер

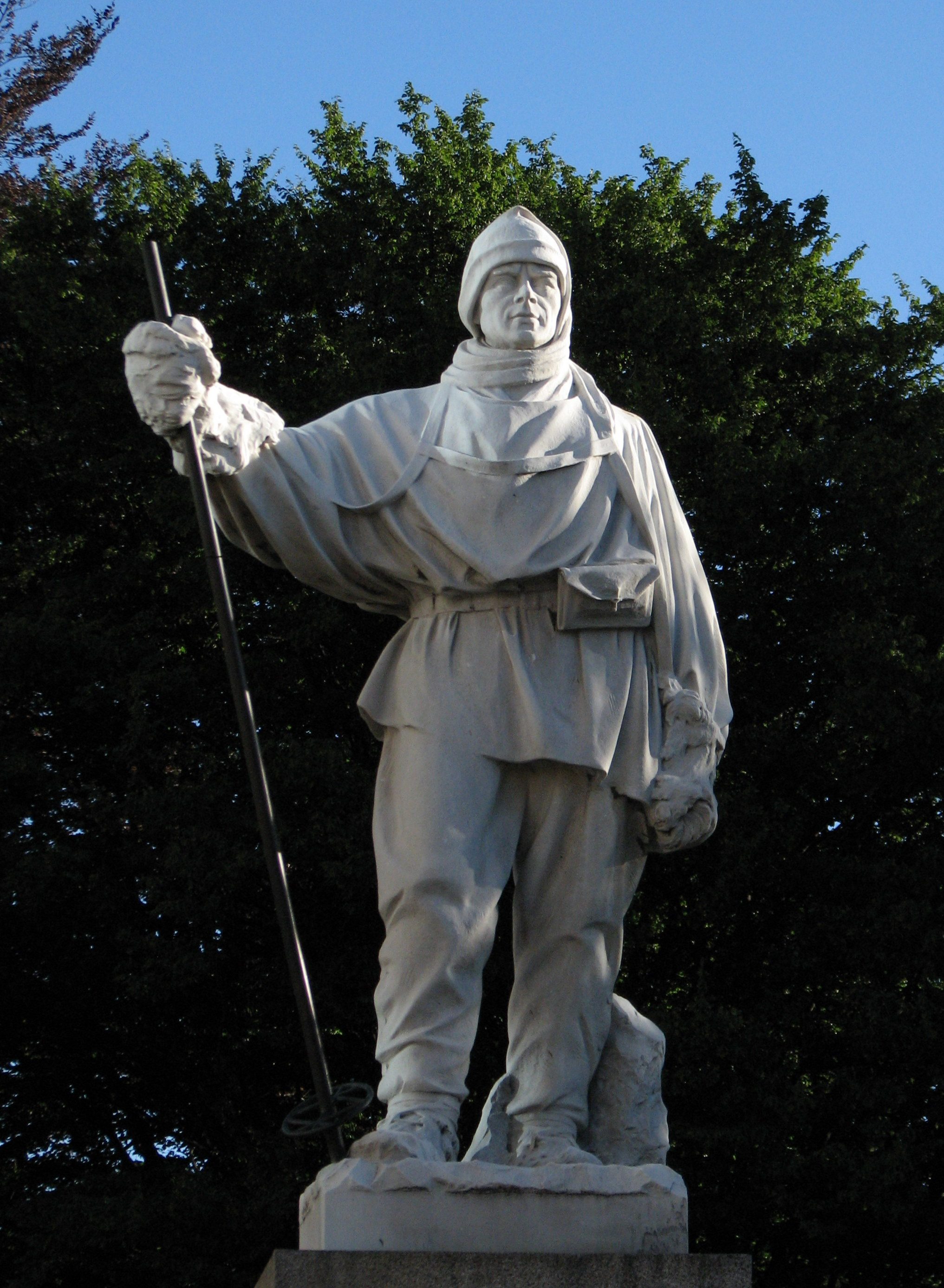
Скульптура Роберта Скотта работы Кетлин Скотт. Крайстчерч, Новая Зеландия

В январе 1913 года судно «Терра Нова» пустилось в обратный путь. Ещё один большой крест был изготовлен корабельными плотниками из красного дерева, на котором была выгравирована цитата из поэмы «Улисс» Альфреда Теннисона: «Бороться, искать, найти и не сдаваться». Крест был установлен на холме Обсервер, откуда открывается вид на первую базу Скотта, в качестве постоянного мемориала погибшим.
Мир был проинформирован о трагедии, когда «Терра Нова» достигла порта Оамару в Новой Зеландии, 10 февраля 1913 года. В течение нескольких дней Скотт стал национальным героем, его история способствовала подъёму национального духа. Джеймс Барри писал: «Нет такого британца, который бы не почувствовал в эти дни прилив гордости, узнав из послания, написанного в палатке, на что способно его племя». Новостная газета «Вечерний Лондон» призывала, чтобы школьникам по всему миру был прочитан рассказ о Роберте Фолконе Скотте и чтобы это чтение произошло во время поминальной службы в соборе Святого Павла. В день поминания многие частные фирмы приспустили государственные флаги, а извозчики прикрепили к кнутам ленты из крепа. Собор вместил в себя более 8 тысяч человек, ещё около десяти тысяч остались у его дверей. На этой церемонии присутствовали практически все высшие чины Великобритании во главе с королём Георгом V, который находился в зале в форме простого моряка. В это же самое время молебен отслужили во многих городах Британии, Сиднее и Кейптауне.
Роберт Баден-Пауэлл, основатель Ассоциации скаутов, вопрошал: «Британцы сдаются? Нет!… В британцах заложено мужество и сила духа. Капитан Скотт и Капитан Отс показали нам это». Одиннадцатилетняя Мэри Стил написала стихотворение, которое заканчивалось строками:
Хотя ничего, кроме простого креста,
Не отмечает могилу тех героев,
Их имена будут жить всегда!
О Англия, Земля Храбреца!
Оставшимся в живых членам экспедиции оказали соответствующие почести. Военно-морским флотом были организованы приветственные мероприятия, а экспедиционеры награждены Полярными медалями. Вместо рыцарства, которое получил бы Скотт по возвращении, его вдова Кэтлин Скотт получила звание и статус вдовы кавалера ордена Бани. Посмертно Скотт был награждён пряжкой «Антарктика 1910—1913» к Полярной медали. В 1922 году Кэтлин Скотт вышла замуж за Эдуарда Хилтона Янга, впоследствии ставшего лордом Кеннетом (сама она стала леди Кэтлин Кеннет), и оставалась доблестной, самоотверженной защитницей репутации Скотта до самой смерти в возрасте 69 лет в 1947 году.
Статья издания «The Times», отдавая дань памяти Роберту в нью-йоркской прессе, заявила, что и Амундсен, и Шеклтон были поражены тем, что «такая катастрофа могла настигнуть настолько хорошо организованную экспедицию». Когда подробности смерти Скотта стали известны, Амундсен заявил: «Я бы с радостью отказался от какой бы то ни было славы или денег, если таким образом я смог бы спасти Скотта от его ужасной смерти. Мой триумф омрачён мыслью о его трагедии, она преследует меня». Эта речь была в значительной степени не столько данью уважения Скотту, сколько ответом на многочисленные обвинения Амундсена в «неспортивной хитрости». Ещё до известия о смерти Скотта Амундсен был оскорблён «насмешливым тостом»: президент Королевского географического общества лорд Кёрзон на банкете, состоявшемся в честь полярного триумфатора, произнёс тост «трижды ура собакам Амундсена!». По мнению Хантфорда, это и привело Амундсена к решению оставить почётное членство в географическом обществе.

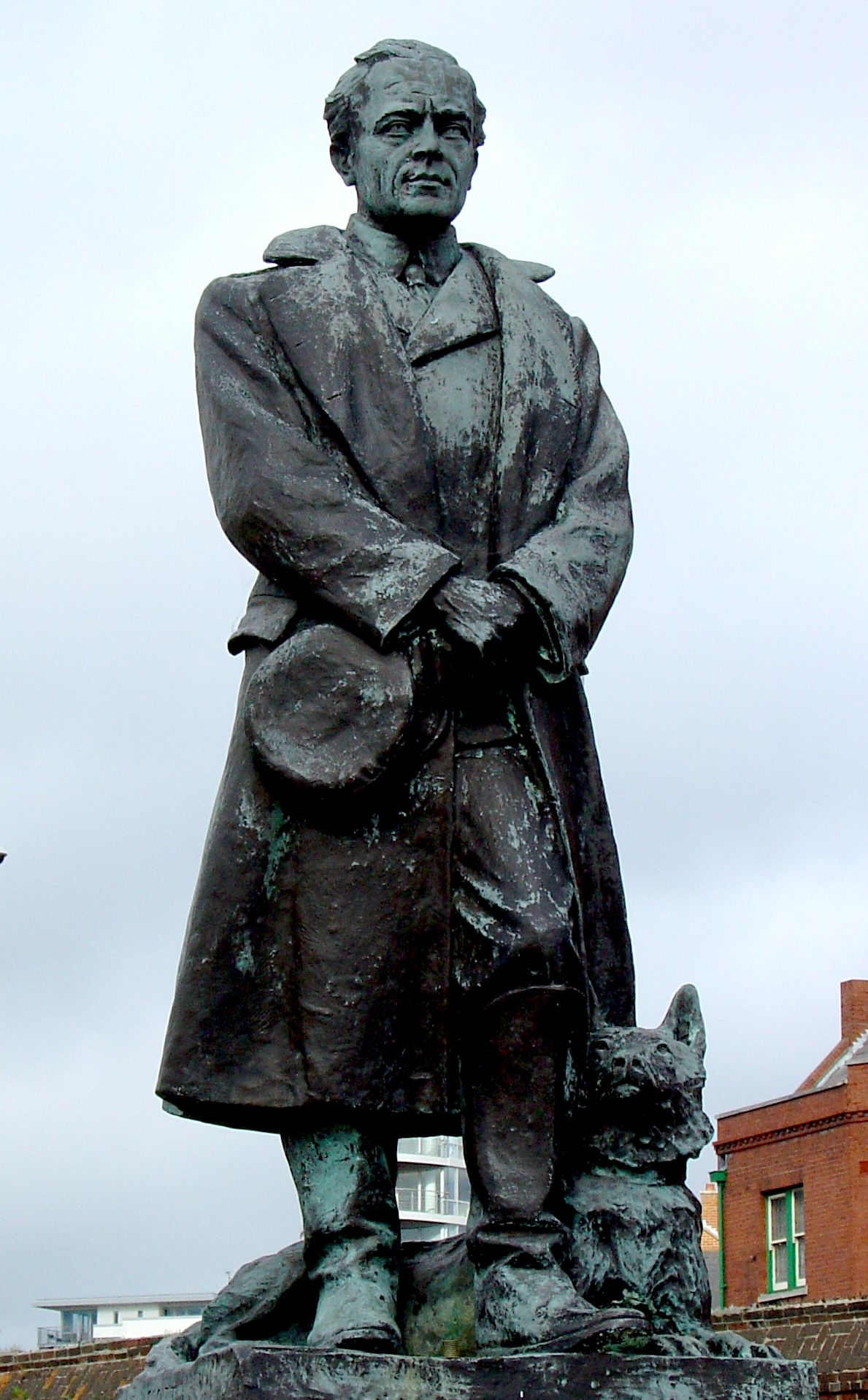
Скульптура Роберта Скотта в доках Портсмута

Состояние Роберта после смерти оценивалось в 5067 фунтов 11 шиллингов и 7 пенсов (около 389 000 фунтов по меркам 2010 года). Однако после публикации последней просьбы Скотта позаботиться о семьях погибших премьер-министр Герберт Асквит заявил: «Призыв будет услышан!» Вдовам Скотта и Эванса сразу же учредили пенсию в 200 фунтов. Было создано множество фондов помощи близким погибших и фондов для увековечивания памяти Скотта, которые позже были слиты в единый фонд. Так, «Scott’s Memorial Found» на момент своей ликвидации имел более 75 000 фунтов (около 5,5 млн). Деньги были поделены не в равной пропорции: вдова Скотта, сын, мать и сёстры получили в общей сложности £ 18 000 (1,3 млн фунтов стерлингов). Вдова Уилсона получила £ 8500 (600 000 фунтов) и мать Бауэрса £ 4500 (330 000 фунтов). Вдова Эдгара Эванса, его дети и мать получили 1500 фунтов стерлингов (£ 109 000). Лоуренс Отс происходил из состоятельной семьи, не нуждавшейся в помощи.
В течение десяти лет после трагедии более 30 памятников и мемориалов были установлены на территории Великобритании. Память о погибших была увековечена в разных формах, начиная от сохранения простых реликвий (флаг саней Скотта в Эксетерском соборе) до основания научно-исследовательского полярного института имени Роберта Фолкона Скотта в Кембридже. Множество других мемориалов были воздвигнуты в разных частях света, включая статую, созданную его вдовой, в новозеландском городе Крайстчерч, откуда Скотт ушёл в свою последнюю экспедицию, и мемориал высоко в Альпах, где Скотт испытывал моторизированные сани. В 1948 году по мотивам экспедиции «Терра Нова» был поставлен художественный фильм «Скотт из Антарктики», где главную роль сыграл Джон Миллс, представив образец классического британского героя. В 1985 году на экраны вышел телевизионный мини-сериал «Последнее место на Земле», основанный на скандальной биографии Скотта от Роланда Хантфорда. В 2013 году планировался выпуск фильма «Гонка к Южному полюсу» с актёром Кейси Аффлеком в роли Скотта, однако проект был приостановлен. В 1980 году на сцене состоялась постановка пьесы «Terra Nova» драматурга Теда Талли, одно из центральных мест в которой заняли воображаемые диалоги Скотта со своей супругой. Научная база США, основанная на Южном полюсе в 1957 году, носит название «Амундсен-Скотт» в память об обоих первооткрывателях. Космический астероид № 876 был назван именем Скотта. Также в его честь названы два ледника, горы на Земле Эндерби и остров в Южном океане.
Есть также упоминание последней экспедиции Скотта в музыке — английская группа «iLiKETRAiNS», исполняющая музыку в стиле инди и пост-рок, записала песню, которая называется «Terra Nova», и одноимённый анимационный клип, в котором воссозданы события экспедиции. В этом музыкальном произведении английские рок-исполнители возложили вину за гибель экспедиции на Роберта Скотта.
В июле 1923 года Владимир Набоков под впечатлением от дневника Скотта написал одноактную драму в стихах «Полюс», в которой представил день гибели участников экспедиции. В этой пьесе Скотт назван капитаном Скэтом, а группа последних выживших состоит из четырёх человек. Несмотря на то, что писатель намеренно не с документальной точностью следует ходу реальных событий, в драме присутствует большое количество фактов, имевших место в действительности. Скотт (наряду с Георгием Седовым и др.) послужил одним из прототипов капитана Татаринова в романе «Два капитана» Вениамина Каверина; в частности, Татаринов, как и Скотт, начинает прощальное письмо жене со слов «Моей вдове». Кроме того, девиз героев романа «Бороться и искать, найти и не сдаваться» — повторение эпитафии на памятном кресте, установленном в честь Роберта Скотта и его товарищей.
29 марта 2012 года, в день столетней годовщины со дня смерти Скотта, наряду с большим числом мероприятий и выставок, в соборе Святого Павла состоялась поминальная служба, на которой присутствовали принцесса Анна, министр иностранных дел Уильям Хейг, первый морской лорд адмирал сэр Марк Стэнхоуп, сэр Дэвид Аттенборо и более 2000 других почитателей памяти Роберта Скотта. В зале находились также потомки членов экспедиции: художница Дафила Скотт (внучка Роберта), полярный историк Дэвид Уилсон (внучатый племянник Эдварда Уилсона), художница Джулиан Брок-Эванс (внучка Эдгара Эванса). Принцесса Анна, Дэвид Аттенборо и епископ Лондона Ричард Чартрес зачитали собравшимся избранные строки из дневника Скотта. Премьер-министр Дэвид Кэмерон заявил, что «эти люди помогли обратить внимание мировой общественности на глобальное значение Антарктиды». Ричард Чартрес в своей проповеди сказал, что известная на весь мир фраза в «незабвенном дневнике» Скотта «его завершала, однако она оказалась началом того, что мы отмечаем сегодня. Сто лет назад Антарктида была последней большой неизведанной пустыней, но сейчас это крупнейшая в мире лаборатория». Чартрес также выразил мнение, что принятый Договор об Антарктике был частично создан под влиянием Скотта и его погибших товарищей. По замыслу организаторов церемонии, в зале собора должен был слышаться свист ветра, а по видеосвязи зрители видели бы пейзаж норвежской Арктики. Однако трансляция была заменена записью, а микрофоны регистрировали лишь звук капающей воды: ледяной пейзаж неожиданно растаял и превратился в грязь, обнажив скалы. Стивен Мосс, обозреватель газеты The Guardian, заключил: «Спустя столетие эта история всё ещё сохраняет удивительный резонанс».
В 1964 году Международный астрономический союз присвоил имя Скотта кратеру в области южного полюса видимой стороны Луны.
В 1948 году Чарлз Френд снял фильм «Скотт Антарктический», главную роль в котором исполнил Джон Миллс.

## Переоценка

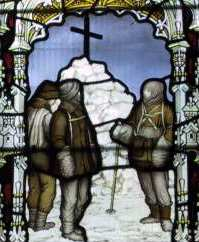
Одна из четырёх панелей мемориального витража в городской церкви Бинтона, Уорикшир. Изображена пирамида изо льда и снега, возведённая над местом последнего упокоения Скотта.

Репутация Скотта оставалась неизменной и после Второй мировой войны, и многие годы спустя после 50-й годовщины его смерти. В 1966 году Реджиналд Пунд, первый биограф, которому был предоставлен доступ к оригиналу походного журнала Скотта, указал на недостатки, пролившие новый свет на его характер, хотя Пунд по-прежнему указывал на личный героизм и писал про «великолепное здравомыслие, которое никогда не будет превзойдено». В течение следующего десятилетия выходили из печати всё новые и новые книги, каждая из которых в той или иной степени бросала вызов общественному восприятию Роберта Скотта. Самой критичной из них была книга «Люди Скотта» Дэвида Томпсона (1977); по мнению Томпсона, Скотт не являлся героем, «по крайней мере, почти до самого конца»; планирование экспедиции описано как «бессистемное» и «некорректное», его руководство экспедицией характеризуется как недостаточно дальновидное. Таким образом, к концу 1970-х, по словам биографа Джонса, «была показана неоднозначность личности Скотта, а его методы подвергнуты сомнению».
В 1979 году вышла из печати самая крупная обличительная работа, двойная биография Скотта и Амундсена от Роланда Хантфорда. В ней Скотт изображён «героическим неумёхой»: «слабым, некомпетентным, глупым» и «неуравновешенным». Труд Хантфорда оказал сильнейшее влияние на общество, изменив общественное мнение. Даже героизму Скотта перед лицом смерти Хантфорд бросил вызов; он посчитал его обращение к общественности обманчивым самооправданием от человека, который привёл своих товарищей к гибели. После Хантфорда книги, разоблачающие капитана Скотта, стали обычным явлением; Фрэнсис Спаффорд в 1996 году писал о «поразительных проявлениях безалаберности» и продолжал: «Скотт привёл своих компаньонов к гибели, а затем прикрылся риторикой». Автор книг о путешествиях Пол Тэру охарактеризовал Скотта как «беспорядочного и деморализованного… загадочного для своих людей, неподготовленного и безалаберного». Это угасание славы Скотта сопровождалось повышением популярности его бывшего конкурента — Эрнеста Шеклтона, сначала в Соединённых Штатах, а позже и в самой Великобритании. В 2002 году во время проведения национального опроса в Соединённом Королевстве «100 величайших британцев» Шеклтон занял одиннадцатое место, тогда как Скотт — лишь 54-е.
Однако в первые годы XXI столетия ситуация изменилась в пользу Скотта, историк Стефани Барчевски называет это «пересмотром ревизионистских взглядов». Метеоролог Сьюзен Соломон в 2001 году высказала мнение, что причиной гибели Скотта стала чрезвычайно низкая температура в марте того года, а также аномально неблагоприятные погодные условия барьера Росса февраля — марта 1912 года, а вовсе не личные качества руководителя экспедиции. При этом Соломон не отрицала обоснованность некоторых критических замечаний в адрес Скотта. В 2004 году полярный исследователь сэр Ранульф Файнс издал биографию, которая оправдывала Скотта и одновременно с этим опровергала труд Хантфорда. Книга была посвящена «семьям опороченных мертвецов». Файнс был позже раскритикован некоторыми рецензентами за личные и крайне неэтичные нападки на Хантфорда и суждение о том, что личный полярный опыт Файнса дал лишь ему одному право оценивать успехи и неудачи Скотта.
В 2005 году Дэвид Крэйн издал новую биографию Роберта Скотта, которая, согласно Барчевски, «избавлена от груза более ранних интерпретаций». Крэйн показывает, как изменилось мировоззрение людей с тех пор, как был создан героический миф: «Мы видим его таким же, каким видели и они [современники Скотта], но мы инстинктивно его порицаем». Главным достижением Крэйна, согласно Барчевски, является восстановление человеческого облика Скотта, «гораздо более эффективное, нежели резкость Файнса, или чем научная информация Соломон». Обозреватель «Дейли телеграф» Джаспер Рис, описывая изменение отношения биографов к личности Роберта, замечает, что «в текущей антарктической метеосводке Скотт наслаждается своими первыми солнечными днями за последнюю четверть века».

### Книги
- Ладлэм Г. Капитан Скотт = Captain Scott / Пер. с англ. В. Голанта. — Л.: Гидрометеоиздат, 1989. — 288 с. — ISBN 5-286-00406-7.
- Скотт // Большая Советская Энциклопедия / Гл. ред. Прохоров А. М.. — 3-е. — М.: Советская энциклопедия, 1976. — Т. 23. Сафлор — Соан. — 640 с. — 631 000 экз.
- Скотт Р. Экспедиция к Южному полюсу. 1910—1912 гг. Прощальные письма / Пер. с англ. В. А. Островского, под ред. М. Г. Деева. — М.: Дрофа, 2007. — 559 с. — (Библиотека путешествий). — 5000 экз. — ISBN 978-5-358-0547.
- Хантфорд Р. Покорение южного полюса. Гонка лидеров = Scott and Amundsen. The Last Place on Earth / Отв. ред. М. Шалунова. — М.: МИФ, 2011. — 640 с. — ISBN 978-5-91657-323-7.
- Amundsen R. Publisher's notes // The South Pole. — London: C. Hurst & Company, 1976. — ISBN 0-903983-47-8.
- Barczewski S. Antarctic Destinies: Scott, Shackleton and the Changing Face of Heroism. — London: Hembledon Continuum, 2007. — ISBN 976-1-84725-192-3.
- Cacho Gómez J. Amundsen-Scott: duelo en la Antártida. — Madrid: Fórcola, 2011. — ISBN 978-8-41517-431-8.
- Crane D. Scott of the Antarctic: A Life of Courage, and Tragedy in the Extreme South. — London: HarperCollins, 2005. — 637 p. — ISBN 978-0-00-715068-7. OCLC 60793758
- Fiennes R. Captain Scott. — London: Hodder & Stoughton, 2003. — 508 p. — ISBN 0-340-82697-5. OCLC 52695234
- Huntford R. Shackleton. — London: Hodder & Stoughton, 1985. — ISBN 0-340-25007. OCLC 13108800
- Huxley L. Scott's Last Expedition Vols I and II Smith (англ.). — London: Elder & Co, 1913. — Vol. I: Being the Journals of Captain R. F. Scott. — ISBN 1-903464-12-9.
- Huxley L. Scott's Last Expedition Vols I and II Smith (англ.). — London: Elder & Co, 1913. — Vol. II: Being the reports of the journeys and the scientific work undertaken by Dr. E. A. Wilson and the surviving members of the expedition. — ISBN 1-903464-12-9.
- Jones M. The Last Great Quest: Captain Scott's Antarctic Sacrifice. — Oxford: Oxford University Press, 2003. — 352 p. — ISBN 0-19-280483-9.
- Pound R. Scott of the Antarctic. — London: Cassell & Company, 1966. — 326 p.
- Preston D. A First Rate Tragedy: Captain Scott's Antarctic Expeditions Constable. — London: Constable, 1999. — 269 p. — ISBN 0-09-479530-4.
- Riffenburgh B. Nimrod: Ernest Shackleton and the Extraordinary Story of the 1907–09 British Antarctic Expedition. — London: Bloomsbury Publishing, 2005. — ISBN 0-7475-7553-4.
- Savours A. The Voyages of the Discovery: Illustrated History. — London: Chatham Publishing, 2001. — 160 p. — ISBN 1-86176-149-X.
- Solomon S. The Coldest March: Scott's Fatal Antarctic Expedition. — Yale University Press, 2001. — 416 p. — ISBN 0-300-08967-8.
- Spufford F. I May Be Some Time: Ice and the English Imagination. — London: Faber & Faber, 1997. — ISBN 0-571-17951-7.
- Thomson D. Preface // Scott's Men. — London: Allen Lane, 1977. — 331 p. — ISBN 0-7139-1034-8.

### Газетные публикации
- Dore J. Crucible of Ice // New York Times. — 3 декабря 2006.
- Rees J. Ice in our Hearts // The Daily Telegraph. — London, 19 декабря 2004.
- Kennedy M. Captain Scott centenary marked at St Paul's Cathedral // The Guardian. — 30 марта 2012.
- Kennedy M. Captain Scott's doomed polar expedition remembered at St Paul's // The Guardian. — 29 марта 2012.
- Macintyre B. Heroic Remember, Scott put science before the pole // The Times. — London, 18 октября 2011.
- Moss S. Captain Scott centenary: Storm rages around polar explorer's reputation // The Guardian. — 28 марта 2012.
- Williams J. Heroic age still lives in Antarctica // USA Today. — London, 16 января 2001.
- Great Scott: A hero is defended // The Times. — 3 октября 2003.
- Five Ways to Compute the Relative Value of a UK Pound Amount, 1830 to Present // MeasuringWorth.
- Scott of the Antarctic // The Times.